# Tällsjön, Södermanland
Tällsjön är en sjö i Gnesta kommun i Södermanland och ingår i Trosaåns huvudavrinningsområde.